# Xuân Hương (xã)
Xuân Hương là một xã thuộc huyện Lạng Giang, tỉnh Bắc Giang, Việt Nam..

## Địa lý
Xã Xuân Hương nằm phía tây nam huyện Lạng Giang, có vị trí địa lý:
- Phía bắc giáp xã Mỹ Thái và xã Dương Đức
- Phía đông giáp xã Tân Dĩnh
- Phía nam giáp thành phố Bắc Giang
- Phía tây giáp sông Thương.

Nhà máy phân đạm Hà Bắc mở rộng nằm trên địa bàn phường Thọ Xương, thành phố Bắc Giang và phần phía đông nam xã Xuân Hương. 
Diện tích tự nhiên toàn xã là 1.103 ha, chiếm 4,4% diện tích tự nhiên toàn huyện.

### Địa hình
Địa hình huyện Lạng Giang có xu hướng dốc theo hướng Đông Bắc – Tây Nam, và xã Xuân Hương lại nằm ở phía Tây Nam huyện nên xã là vùng trũng của huyện. Địa hình đặc trưng là những quả đồi hình bát úp, nhỏ có diện tích một vài ha, xen giữa là những cánh đồng nhỏ.

### Khí hậu
Xuân Hương mang đặc trưng của khí hậu vùng trung du miền núi phía Bắc, tuy nhiên do địa hình thấp hơn nên nhiệt độ trong mùa hạ cao hơn, mùa đông ấm hơn. Lượng mưa ở đây cũng thấp hơn.

### Tài nguyên đất
Tài nguyên đất của xã chủ yếu gồm đất phù sa ven sông không được bồi hàng năm ở những cánh đồng, đất feralit đỏ vàng biến đổi do trồng lúa ở chân đồi và đất đỏ vàng ở trên lưng đồi trở lên theo độ cao. Về chiều sâu tầng canh tác của đất trên gò đồi là rất hạn chế, thường là nhỏ hơn 50 cm (đất có tầng dày cấp IV, V), còn đất ở những cánh đồng thường có tầng dày đạt cấp I, II. Tóm lại độ sâu tầng đất canh tác giảm theo độ cao, càng lên cao chiều sâu càng giảm.

### Thủy văn, sông ngòi
Thủy văn, sông ngòi: do là xã vùng trũng, lại giáp sông Thương nên nguồn nước tưới của xã tương đối dồi dào. Hệ thống mương máng dẫn và tiêu nước phân bố đều khắp trên địa bàn xã. Tuy nhiên, do địa hình nhấp nhô nên khả năng tưới cho vùng gò đồi trên cao vẫn còn hạn chế, chỉ khoảng 50% diện tích đất gò đồi – vàn thấp và trung bình được tưới từ các trạm bơm thủy nông, còn lại vẫn dùng sức người và máy nước cá nhân hộ gia đình.

## Hành chính
Xã Xuân Hương được chia thành 10 thôn, xóm: Hạ, Đình, Chùa,Gai, Am, Vườn, Hoa, Lẻ, Làng Phúc Mãn, Trại Phúc Mãn.

## Kinh tế - xã hội

### Kinh tế

#### Nông - lâm nghiệp
Xã Xuân Hương là một xã thuần nông, phần lớn diện tích đất được sử dụng cho mục đích nông nghiệp (927,7 ha chiếm 84,1% diện tích đất tự nhiên của xã). Trong đó, diện tích đất lúa chiếm hơn một nửa, bằng gần 50% diện tích đất tự nhiên, một số cây màu khác chiếm diện tích lớn là sắn, lạc, khoai lang và ngô. Diện tích trồng sắn và lạc, hiện nay người ta thường trồng xen vào các loại cây đậu đỗ như: đậu xanh, đậu trắng,... Ở diện tích trồng rau vụ đông, người dân không chuyên một loại rau, quả mà trồng xen nhiều loại, với mục đích chủ yếu đáp ứng nhu cầu của hộ gia đình và buôn bán trong địa bàn xã.
Lúa là cây trồng chính với diện tích gieo trồng trên 900 ha, năng suất đạt 48 tạ/ha. Ngoài ra còn có cây màu như: ngô 70ha, lạc 80ha, khoai lang 107ha, sắn gần 300 ha, còn lại là các loại rau màu.
Trồng trọt: năm 2009 toàn xã gieo trồng được trên 1.386 ha, tổng sản lượng lương thực quy thóc đạt 5.334 tấn.
Chăn nuôi: xã xác định đây là mũi nhọn cho sản xuất nông nghiệp hàng hóa trên địa bàn xã. Số lượng một số vật nuôi của xã năm 2008: đàn trâu bò có 2680 con, đàn lợn 13.500 con, đàn gia cầm 70.000 con. Sản lượng thịt ước 3.100 tấn.

#### Thủy sản
Nuôi trồng thủy sản: toàn xã có trên 150 ha chuyên nuôi cá và 37,5 ha lúa cá, sản lượng cá bình quân đạt trên 310 tấn/năm, giá trị hàng năm trên 4,5 tỷ đồng. Hiện nay, chủ trương chuyển đổi diện tích 2 lúa không ăn chắc sang lúa cá vẫn đang được tiếp tục triển khai.
Tổng giá trị sản xuất ngành nông – lâm – thủy sản của xã năm 2009 đạt trên 63 tỷ đồng. Trong đó, trồng trọt 26,67 tỷ đổng, chăn nuôi 30,53 tỷ đồng, lâm nghiệp (cây ăn quả, chủ yếu cây vải) 0,5 tỷ đồng và thủy sản 4,66 tỷ đồng.

### Xã hội
Theo thống kê năm 2009, dân số toàn xã là gần 12.000 người, tỷ lệ gia tăng tự nhiên là 1,1%. Trong đó, trên 6.570 người trong độ tuổi lao động.
Tuy nhiên, do là một xã nông nghiệp kinh tế chưa phát triển nên tỷ lệ lao động thiếu việc làm nhiều trong mùa nông nhàn. Một phần lớn lớp thành niên trẻ đi làm ở khu công nghiệp hay làm lao động phổ thông ở thành phố Bắc Giang hoặc các địa phương khác.

## Văn hóa
Có 2 di tích lịch sử văn hóa cấp tỉnh là Đình Cây Mai (thôn Hoa, Vườn, Lẻ) tổ chức lễ hội vào ngày 5 tháng Giêng hàng năm và Đình làng Am (thôn Am) tổ chức lễ hội vào ngày 8 tháng Giêng hàng năm.
Tại mỗi thôn đều có một ngôi chùa hoặc đình của thôn, xóm. Đây là nơi sinh hoạt văn hóa, tổ chức lễ hội vào dịp đầu xuân của người dân.

## Giao thông

### Cơ sở hạ tầng
Chương trình bê tông hóa đường giao thông đang được đẩy mạnh trong toàn xã. Hiện nay, tỷ lệ 10,5 km đường trục giao thông chính (tuyến ven sông Thương nối liền với đường ven sông của thành phố Bắc Giang và đường nhánh của Quốc lộ 1 cũ nối liền với xã Tân Dĩnh). Tuy nhiên, do yếu kém trong nhận thức - ý thức, quản lý khi xây dựng và khai thác của lãnh đạo xã nên trong thời gian ngắn sau khi đưa vào sử dụng đã xuống cấp.
Hệ thống thủy lợi tương đối hoàn thiện với mạng lưới kênh, mương máng nối giữa các cánh đồng bằng phẳng, và các kênh dẫn ở địa hình vàn trung bình – cao có khả năng cung cấp nưới tưới và tiêu nước cho phần lớn diện tích đất nông nghiệp. Trên địa bàn xã có hai trạm bơm để tưới tiêu đặt dọc sông Thương.